# Commandos : Derrière les lignes ennemies
Commandos : Derrière les lignes ennemies est un jeu vidéo de tactique en temps réel sorti en 1998 sur PC. C'est le premier épisode de la série Commandos. Il place le joueur au commandement d'une troupe de soldats d'élite pendant la Seconde Guerre mondiale.

## Histoire du développement
Il est le premier jeu du studio espagnol Pyro Studios. Deux ans de développement furent nécessaires pour le jeu, avec un grand soin porté au développement des cartes : le design des bâtiments s'inspire directement de documents historiques. L'équipe utilisa 250 ouvrages et 600 films et documentaires pour recréer des décors très réalistes.
Une version Mega Drive contenant les cinq premières missions du jeu fut réalisée par des programmeurs russes homebrew.

## Système de jeu
Le jeu est composé de 20 missions à travers le monde : 7 missions en Norvège, 5 en Afrique du Nord, 8 en Normandie et en Allemagne (suivant l'évolution du front en Europe). À noter que certaines de ces missions présentent des ressemblances avec des films de guerre : destruction d'un barrage dans la mission 3 (comme dans L'ouragan vient de Navarone), infiltration d'une villa dans la mission 4 (comme dans Les Douze Salopards), téléphérique dans la mission 5 (référence à Quand les aigles attaquent), destruction de batteries côtières dans la mission 14 (comme dans Les Canons de Navarone)…
Durant ces missions le joueur est un lieutenant qui dirige une équipe de six soldats ayant chacun leurs spécialités propres (béret vert, sniper, nageur de combat, artificier, chauffeur, espion). Pour accomplir les objectifs, il est absolument essentiel de ne perdre aucun membre de l'équipe ; les commandos doivent neutraliser leurs ennemis discrètement les uns après les autres.
Le terrain est présenté en vue isométrique ; le joueur peut survoler la carte et observer les déplacements ennemis et leur champ de vision (représenté par un cône vert qui se déplace, symbolisant le regard de l'ennemi ; ce cône de vision a été inventé par ce jeu et est présent dans tous les Commandos-like comme Desperados : Wanted Dead or Alive) pour mettre au point un plan d'attaque.

## Accueil
| Commandos             |      |       |
| Média                 | Pays | Notes |
| Computer Gaming World | US   | 2.5/5 |
| Cyber Stratège        | FR   | 3.5/5 |
| GameSpot              | US   | 84 %  |
| Gen4                  | FR   | 5/6   |
| Jeuxvideo.com         | FR   | 17/20 |
| Joystick              | FR   | 90 %  |

Le jeu a connu un très fort succès avec 700 000 exemplaires vendus les six premiers mois, et 1,3 million d'exemplaires vendus au total, et devint le premier épisode d'une longue série ainsi que le pionnier d'un nouveau genre : le Commandos-like.
Il obtint la note de 88 % dans le magazine PC Jeux.

## À noter
- Un add-on a vu le jour un an plus tard : Commandos : Le Sens du devoir.